# Július Bielik
Július Bielik (* 8. března 1962, Vyškov) je bývalý slovenský fotbalista, československý reprezentant, účastník mistrovství světa 1990 v Itálii. Nejčastěji hrál na postu pravého obránce.

## Fotbalová kariéra
V československé reprezentaci odehrál v letech 1983–1990 celkem 18 zápasů s bilancí 9 výher, 3 remízy a 6 proher, gól nevstřelil. V československé lize odehrál 304 utkání a vstřelil 9 branek, v samostatné české lize pak 54 zápasů a 3 góly, v japonské lize 20 zápasů a jeden gól. Začínal ve Spartaku Trnava (1979–1982). V letech 1982–1991 hrál za Spartu Praha, která v té době výrazně dominovala domácí fotbalové scéně. Poté působil dva roky v japonské Hirošimě. Po návratu z Japonska hrál za FK Švarc Benešov, FC Union Cheb a SKP Hradec Králové. Po skončení hráčské kariéry se dal na trenérskou dráhu, působil ve Viktorii Žižkov a Jablonci. Od prosince 2001 je hráčským agentem
FAČR s licencí FIFA.

## Ligová bilance
| Ročník                                   | Zápasy | Góly | Klub              |
| ---------------------------------------- | ------ | ---- | ----------------- |
| 1. československá fotbalová liga 1979/80 | 5      | 0    | TJ Spartak Trnava |
| 1. československá fotbalová liga 1980/81 | 27     | 2    | TJ Spartak Trnava |
| 1. československá fotbalová liga 1981/82 | 30     | 0    | TJ Spartak Trnava |
| 1. československá fotbalová liga 1982/83 | 18     | 0    | TJ Sparta Praha   |
| 1. československá fotbalová liga 1983/84 | 28     | 0    | TJ Sparta Praha   |
| 1. československá fotbalová liga 1984/85 | 29     | 1    | TJ Sparta Praha   |
| 1. československá fotbalová liga 1985/86 | 29     | 2    | TJ Sparta Praha   |
| 1. československá fotbalová liga 1986/87 | 30     | 0    | TJ Sparta Praha   |
| 1. československá fotbalová liga 1987/88 | 28     | 0    | TJ Sparta Praha   |
| 1. československá fotbalová liga 1988/89 | 30     | 1    | TJ Sparta Praha   |
| 1. československá fotbalová liga 1989/90 | 21     | 1    | TJ Sparta Praha   |
| 1. československá fotbalová liga 1990/91 | 24     | 2    | TJ Sparta Praha   |
| 2. česká fotbalová liga 1993/94          | -      | 1    | FK Švarc Benešov  |
| 1. česká fotbalová liga 1994/95          | 28     | 3    | FC Union Cheb     |
| 1. česká fotbalová liga 1995/96          | 8      | 0    | FC Union Cheb     |
| 1. česká fotbalová liga 1995/96          | 11     | 0    | SK Hradec Králové |
| 1. česká fotbalová liga 1996/97          | 7      | 0    | SK Hradec Králové |
| CELKEM 1.československá a 1. česká liga  | 353    | 12   |                   |